# خانه عهدی
خانه عهدی مربوط به دوره قاجار است و در تبریز، خیابان شمس تبریزی، نرسیده به گرو واقع شده و این اثر در تاریخ ۱۳ خرداد ۱۳۸۶ با شمارهٔ ثبت ۱۹۲۰۶ به‌عنوان یکی از آثار ملی ایران به ثبت رسیده است.